# Fajerwerker
Fajerwerker
1. ogniomistrz w dawnej artylerii polskiej, Oberfajerwerker – starszy ogniomistrz[1].
2. stopień podoficerski w artylerii Armii Imperium Rosyjskiego (ros. Фейерверкер), a po reformie przeprowadzonej w 1884 dwa stopnie podoficerskie: młodszy fajerwerker (ros. младший фейерверкер) i starszy fajerweker (ros. старший фейерверкер).
3. stopień wojskowy w Korpusie Artylerii Koronnej.

Obowiązki faierwerkiera i oberfaierwerka zawarte były w regulaminie z 1767 w artykule „Powinności każdego z Osobna Artyllerysty podług Stopnia y Urzędu tak względem umieiętności jako y Służby Pańskiey”.

Powinność Faierwerka być Umieiętnym nie tylko co do Kanoniera y Bombardyera należy y być sprawnym do zażycia Działy moździerzy, ale też podług nazwiska swego w wszystkich ogniowi do wyrzucenia z moździerzy machin jako to do Bomb, czyli Granatów, branty iasne y ciemne nabiiać, Faierbale Karkassy oświecaiące roz [brak w tekście], smrodliwe, zaraźliwe y tym podobne Kule robić, napełniać, oplatać, olutować, a potym do naznaczonego Mieysca y do Zamierzonych Skutków z Moździerzy, z Hubie umić Umiarkować wyrzucać, także y ręczne w Różnych sposobach, iako to Szlum Krańce, Sturynspisy, Stampale, Petardy y innych przemysłów Machiny Ogniste, czynić y używać, niemniey do Wesołych Ogniów rozmaitych być dobrym Magistrem, na Materyałach wszelkich ognie sprawuiących Znać się Doskonale y Z onych przyprawy do naboiow czynić. Przy Kompanii zaś jako Służbę UnterOfficera odprawować ma, tak zadosyćuczynić iest obligowany, a ze dwóch w iedney Kompanii Znayduie się Faierwerków, Więc Koleyno powinien Czynić Służbę, a odebrawszy od Bombardyera Rapport, co się przy Kompanii Dzieie, do Oberfaierwerka zanosili. Obligowany iest o Chorych dbaćy do dozoru Onych Przynaglać Felczera. Ordynans od Kommendy odbywać u Rapportów y u Parolu w Kompanii z Oberfaierwerkiem bydz powinien. Także Bombardyerów y Kanonierów w Ich Powinnościach Exercytować, a przy Każdey robocie Rzemieśników byćy Onych pilnować.

Oberfaierwerka powinność iako zdolnieyszego z pomiędzy Faierwerków tey Kompanii wybranego być nayzdatnieyszym, bo Naystarszym, Unterojficerem, który nie tylko co do Umieiętności Artylleryczney być powinien sposobnym, ale co do Gospodarstwa Kompanii lewą ręką winien być Kapitanowi. Ten odebrawszy od Oberbom¬bardyera y Faierwerka ustnie Kompanii Raport na Piśmie powinien oddać Stuckjunkierowi Swoiey Kompanii, a drugi do Komendy Adjutantowi, a maiąc Rolą Całey Kompanii przy sobie przyzirać, ieżeli sprawiedliwą Koleią Unteroff[icerowi]e Ludźmi Kommenderuią do służby, ieżeli ciż Unteroff. zadosyć czynią swey powinności, Kanonierów y Bombardyerów z R[z]emieśnikami dozieraią należycie w Służbie y Ochędóstwie przyzwoitym. Lenugi na Całą Kompanię przy Poruczniku rozdawać, Expensę w Kompanii potoczną trzymać, a Xięgę maiąc Regiestrową z tych się Kapitanowi sprawić. Munderunek y Przymunderunek powinny Każdemu za wiedzą Porucznika Sprawować y oddawać, y aby Każdy należycie Używał dozierać. Broń Każdy aby miał Wszelką porządną doglądać, Celty Swey Kompanii z inszym Munderunkiem pod swoim mieć Kluczem w Obozie, Zaś one do postawienia rozrządzać powinien. A gdy w tym wszystkim Sprawować się słusznie będzie, sprawiedliwie spodziewać się ma z Zalecenia swego Kapitana y Oberfficerów Kompanii Swoiey Stabowi aby był Rekommendowany drugiemi do Promocyi Officerstwa.